# Toussaint-Jean Trefcon
Toussaint-Jean Trefcon, né le 11 avril 1776 à Saint-Quentin, décédé le 15 février 1854 à Saint-Maurice, est un officier français qui a laissé un précieux témoignage sur les campagnes de la Révolution et de l'Empire et notamment sur la bataille de Waterloo où il commanda la division Bachelu.

## Biographie
Il est fait officier de la Légion d'honneur en 1825.

## Sources
- Trefcon (Colonel) : Carnet de campagne (1793-1815). Publié par André Levi. P, Dubois, 1914, in-8, IX-270 pp.
- Boitelle (F) : Le colonel Trefcon à Waterloo, Gloire et Empire, no 1 - Waterloo - 18 juin - La Garde recule.